# بیمارستان صاحب‌الزمان (بندرعباس)
بیمارستان تخصصی صاحب‌الزمان (عج) یک مرکز درمانی وابسته به نیروی دریایی سپاه است که در شهر بندرعباس مرکز استان هرمزگان جنوب ایران قرار دارد.

## پیشینه
این بیمارستان در سال ۱۳۷۶ ساخته شده و دارای ۹۶ تخت است. هم‌اکنون فاز دوم بیمارستان صاحب‌الزمان در حال احداث است که با تکمیل آن بخش‌های بستری مردان با ۳۳ تخت، زنان با ۲۷ تخت، بخش کودکان با ۲۶ تخت و زایشگاه نیز با ۱۰ تخت ارتقاء می‌یابد. 
این مرکز درمانی دارای واحدهایی همچون آزمایشگاه، رادیولوژی و واحدهای تخصصی، از جمله CCU و ICU، سی‌تی اسکن، ام آر آی و سنگ شکن برای (درمان سنگ کلیه) را داراست.